# 1644 en France
Chronologie de la France
- 1640
- 1641
- 1642
- 1643
- 1644
- 1645
- 1646
- 1647
- 1648

Cette page concerne l’année 1644 du calendrier grégorien.

## Événements
- 1er janvier : ouverture, dans le jeu de paume des Mestayers, de l’Illustre Théâtre de Madeleine Béjart et Jean-Baptiste Poquelin dit Molière, protégés du duc d’Orléans[1].
- 27 janvier : l’édit du Toisé taxe les maisons des faubourgs de Paris[2]. L’Édit, pris par Particelli d’Émeri, ordonne la démolition sous peine d’amende de 50 sous par toise bâtie des constructions édifiées dans une zone de deux cents toises au-delà des murailles. Cet édit impose de toiser les bâtiments élevés hors de l’ancienne enceinte. Le Parlement dénonce cet expédient fiscal.

- 31 janvier : sacre de Gondi (futur cardinal de Retz) à Notre-Dame de Paris[3]. Le coadjuteur s’installe au petit archevêché, derrière le chevet de la cathédrale. Il s’essaie à l’administration du diocèse en l’absence de son oncle et prêche le plus qu’il peut, ce qui étonne les Parisiens, peu habitués à voir leur archevêque (en fait futur archevêque) en chaire. Il gagne l’estime des chanoines et des curés, sans cesser pour autant ses relations intimes avec Mme de Pommereuil.

- 4 février : création du régiment de Mazarin-Français, futur régiment de Bretagne, confié au général de Castelnau[4].
- 15 février : répression de la révolte du Poitou et de la Saintonge. Le roi remercie le marquis d’Aumont après la soumission des gentilshommes poitevins[5].

- 23 mars : Jean de Choisy (père de l’abbé de Choisy) est fait chancelier de Gaston d’Orléans[6].

- 28 mai-20 août : Nicolas Fouquet est intendant de justice, police et finances dans le Dauphiné[7]. Il est destitué à la suite des émeutes de Valence[8].

- 16 juin :

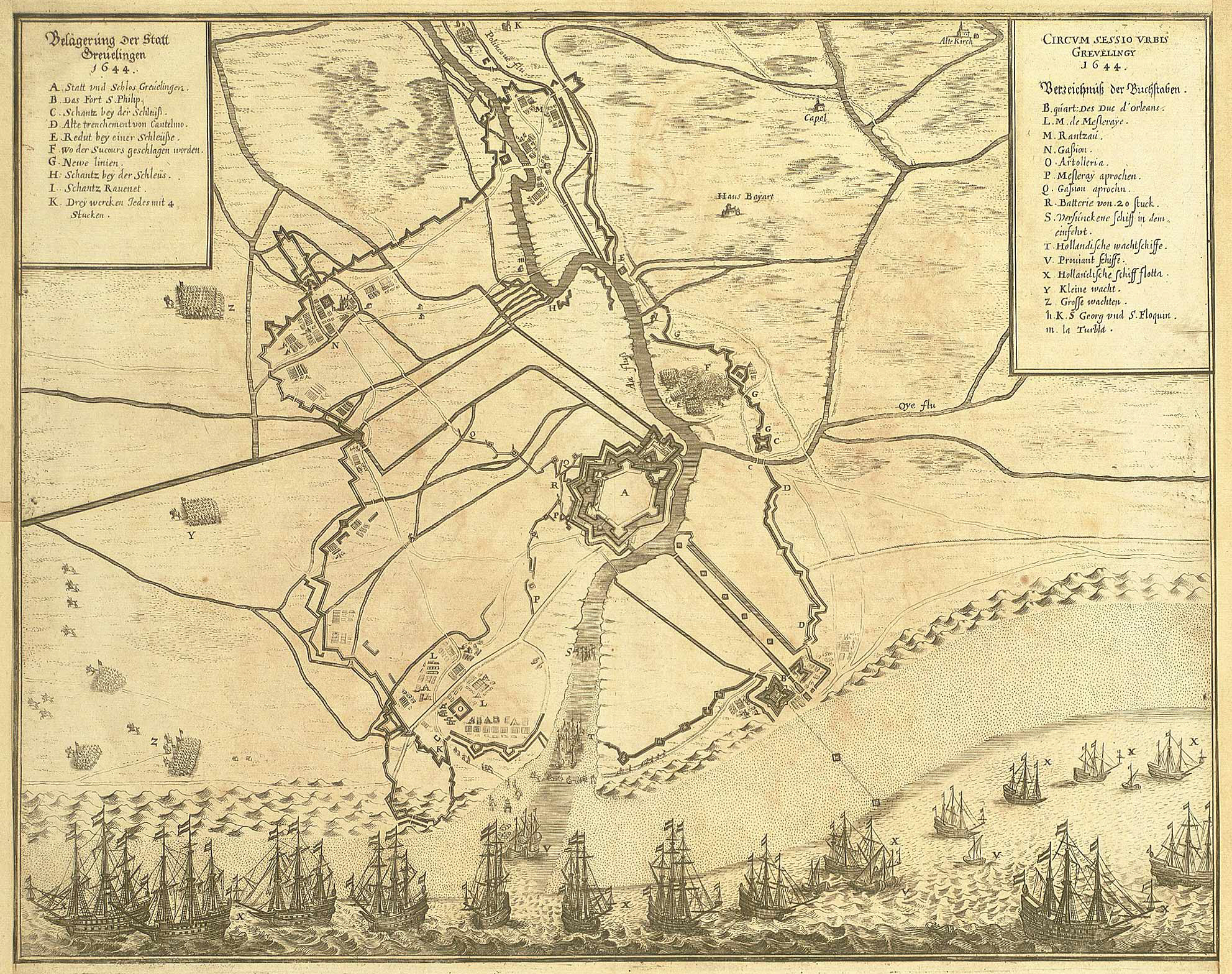
16 juin-28 juillet : siège de Gravelines.

  - Gaston d’Orléans qui a commencé le 15 mai la campagne de Flandres[9], met le siège devant Gravelines après avoir pris Fort-Philippe[10].
  - naissance à Exeter d’Henriette d'Angleterre ; sa mère Henriette-Marie de France, reine consort d'Angleterre, revient clandestinement en France 17 jours plus tard, confiant l’enfant à sa gouvernante Lady Morton[11]. L’arrivée à Paris de la sœur de Louis XIII est commentée dans les Mémoires de Mme de Montpensier (la Grande Mademoiselle) et avec plus de détails dans le Journal d’Olivier Le Fèvre d’Ormesson.

- 4 juillet : émeute à Paris à la suite de l’édit du toisé[12].
- 5 juillet : retour du roi à Paris qui apaise les émeutes consécutives au toisé[2].
- 28 juillet : Gravelines capitule. Le lendemain, le gouverneur espagnol Fernando de Solis, agenouillé devant Monsieur (Gaston d’Orléans) reçoit des louanges pour sa défense[10].
- 29 juillet : après la chute de la place, au moment de faire l’entrée dans Gravelines, La Meilleraie et Gassion se querellent sur la préséance[10]. Lambert, maréchal de camp, se jette entre les deux troupes et leur ordonne, au nom de Monsieur de ne pas obéir à leurs chefs[13].
- 30 juillet : Fouquet a été révoqué de ses fonctions d’intendant du Dauphiné (dont il s’était absenté pour assister à Agde à l’intronisation de son frère, l’évêque, et des émeutes avaient éclaté en son absence). La nomination de son successeur Pierre Yvon qui n’est pas maître des requêtes provoque une protestation du corps qui en délégation va demander à Mazarin de respecter les usages (on ne révoque pas pour si peu et on ne nomme que des gens du corps)[14].
- Juillet : la régente accorde la noblesse au 1er degré aux magistrats du Parlement de Paris[15].
- 3-5 août : Turenne et le duc d’Enghien sont difficilement victorieux des impériaux de Mercy à la bataille de Fribourg[16].
- 4 août : mariage en l’église Saint-Gervais à Paris de Henri de Sévigné et de Marie de Rabutin-Chantal, qui devient baronne de Sévigné. Ils partent pour leurs terres de Bretagne[17].

- 9 août : Condé décide de réduire Mercy en l’affamant. C’est pour le couper de ses approvisionnements qu’il prend Langendenzlingen[16].
- 10 août : réaction au tact de Louis Monteil[18]. Les Valentinoises, coiffées de chapeaux à plumes et précédées d’une capitainesse, manifestent contre le traitant Montet (ou Monteil), collecteur des tailles de Valence, qui menaçait les contribuables de « leur faire brouter l’herbe comme des bêtes »[19].
- 15 août : Bussy achète la charge de capitaine-lieutenant de la compagnie de chevau-légers d’ordonnance du prince Henri de Condé[20].
- Août : la taxe des Aisés impose un emprunt sur les fortunes[21].

- 2 septembre : Gaston d’Orléans et Mazarin devant les revendications du Parlement de Paris qui se compare au Parlement anglais. Mazarin : « Celui-ci est pour conserver l’État, et l’autre contre »[22].

- 26 décembre : à Charenton, début du 28e et avant-dernier synode des Églises réformées de France (fin le 27 janvier 1645)[23].